# نهائي كأس الكؤوس الأوروبية 1969
نهائي كأس الكؤوس الأوروبية 1969 جمعت المباراة النهائية في نسخة 1979 في بطولة كأس الكؤوس الأوروبية ناديً برشلونة الإسباني ونادي سلوفان براتيسلافا التشيكوسلوفاكيي وتمكن سلوفان براتيسلافا من الفوز بنتيجة 3-2 وتحقيق لقبة الوحيد في البطولة .

## التفاصيل
| سلوفان براتيسلافا                                                     | 3–2      | برشلونة                                              |
| --------------------------------------------------------------------- | -------- | ---------------------------------------------------- |
| سفيتلر 2' · فلاديمير هريفناك 30' · كبكوفيك 42' · المدرب · ميشيل فيكان | التفاصيل | زالادوا 16' · ريكساش 52' · المدرب · سالفادور أرتيغاس |

| سلوفان براتيسلافا | برشلونة |